# Cratere Mendel (Marte)
Mendel è un cratere sulla superficie di Marte.
Il cratere è dedicato al biologo austriaco Gregor Mendel.